# Ryde or Die (Unreleased Tracks)
Ryde or Die (Unreleased Tracks) – wydany w 2003 roku bootleg zawierający w większości niewydane utwory, których podkłady zostały skomponowane przez Swizz Beatza. Występują na nim takie gwiazdy jak Nas, Busta Rhymes, czy Mya.
- W utworze Yeah, Yeah, Yeah występuje również DMX.
- Utwór Scenario 2000 (Explicit-Extended) to jest nieocenzurowana wersja Scenario 2000 Eve.

## Lista utworów
1. "Show Y'all How" (Swizz Beatz)
2. "Two Seater" (Nas)
3. "J.O.S.E." (Jose)
4. "Yeah, Yeah, Yeah" (Drag-On)
5. "Good Times" (Styles P ft. Baby, Drag-On & D-Block)
6. "Livest Nigga" (Nore)
7. "Girls Like That" (Mya)
8. "Braveheart Party" (Nas)
9. "Um" (Strings)
10. "The Franklins (Dirty)" (Benzino ft. Busta Rhymes)
11. "Tic Toc" (Cassidy)
12. "Walk Like a Soldier (Remix)" (404 Soldierz ft. Yung Wun)
13. "Love for Drag" (Drag-On)
14. "You Know Why" (LL Cool J)
15. "Trifflin (Remix)" (Coko ft. Cross)
16. "Table Dance" (Strings)
17. "Scenario 2000 (Explicit-Extended)" (Ruff Ryders)
18. "Treason" (Strings)
19. "The General" (Nas)